# Ильин, Александр Алексеевич
Александр Алексеевич Ильи́н (1 января 1941, Ленинград — 14 августа 2005, Москва) — советский и российский журналист, писатель. Главный редактор газеты «Правда» с 1994 по 2003 год. Член Союза писателей России, лауреат премии Союза журналистов СССР, автор нескольких книг прозы и поэзии. Член ЦК КПРФ, один из наиболее принципиальных левых, внутрипартийных критиков Геннадия Зюганова, посвятивший специальную монографию анализу феномена вождизма лидера КПРФ в посткоммунистическую эпоху.

## Биография
Александр Ильин родился 1 января 1941 года в Ленинграде. После окончания школы отслужил срочную, в рядах Вооружённых Сил СССР стал членом КПСС. В 1968 году окончил факультет журналистики Ленинградский государственный университет им. А. А. Жданова, был ленинским стипендиатом. В 1968—1973 годах работал в газете «Ленинградская правда». Летом 1973 года приглашён на работу в газету «Правда», где за 30 лет творческой деятельности прошёл путь от корреспондента до главного редактора. Член КПСС, член ЦК КПРФ.
В середине 1980-х карьерный взлёт Ильина в «Правде», где тогда работало около 800 сотрудников, пришёлся на эпоху перестройки и гласности, связанную с приходом к власти в СССР Михаила Горбачёва. Менявшийся облик главной газеты страны потребовал новых форм подачи материалов, рубрик, столкновения мнений, дискуссионности, полемики. Ильин, обладавший универсальными навыками газетного профессионала, автора текстов, редактора, макетчика, ответственного секретаря и даже корректора, начал делать новую, никогда ранее не существовавшую дискуссионную страницу «Правды». На этой волне вскоре он стал членом редколлегии, заместителем главного редактора по внутренней политике.
В основе политических и философских взглядов Ильина, которым он хранил верность до конца своей жизни, лежали идеи основателя советского государства Владимира Ленина. Ильин принимал участие в подготовке «горбачёвского» проекта Программы КПСС (1990—1991). В 1991 году был избран членом ЦК Коммунистической партии РСФСР; избирался членом Координационного совета общероссийского общественного движения «Народно-патриотический союз России» (1996).
В начале 1990-х годов Ильин привлёк к сотрудничеству в «Правде» находившихся в эмиграции писателей и философов-диссидентов Владимира Максимова и Александра Зиновьева, выступавших в газете с острой критикой реформ Бориса Ельцина. На этой почве зародился конфликт между Ильиным и Зюгановым, который требовал не печатать антикоммуниста Зиновьева в «Правде».
В октябре 1993 года Ильин проиграл первые альтернативные выборы главного редактора «Правды» Виктору Линнику, но опередил Геннадия Селезнёва. В начале 1994 года, после смещения Линника акционерами «Правды» — семейством греческих предпринимателей Янникосов и избрания Селезнёва депутатом Госдумы РФ, в результате новых выборов Ильин был избран главным редактором. После президентских выборов в России 1996 года и ссоры Ильина с Янникосами у «Правды» возникли проблемы с финансированием, ежедневная газета была приостановлена. Взамен с социал-демократических позиций издавался еженедельный выпуск по пятницам «Правда-5» (редактор Владимир Ряшин), который Ильин не одобрял. К осени 1996 года, когда в состав соучредителей «Правды» вошёл ЦК КПРФ, финансирование основного коммунистического выпуска партийными структурами было возобновлено. Однако редактируемая Ильиным газета постепенно утратила самостоятельность, попала в зависимость к партийным функционерам КПРФ, что отразилось на содержании и облике издания, а также на решении кадровых вопросов. С этого времени постепенно стали нарастать противоречия между Ильиным и Зюгановым.
На внеочередном пленуме ЦК КПРФ в мае 2002 года Ильин выступил против исключения из партии Геннадия Селезнёва, Светланы Горячевой и Николая Губенко, опубликовал в «Правде» нашумевшее интервью Горячевой о разногласиях в партийном руководстве, ряд других материалов с критикой в адрес ЦК КПРФ.
В апреле 2003 года по требованию руководства КПРФ и без совета с творческим коллективом Ильин отправлен в отставку с поста главного редактора «Правды».
По оценке Анатолия Баранова,
«Главный редактор Александр Ильин публиковал в газете, которую возглавлял, материалы, с которыми сам был не вполне согласен, но считал необходимым дать возможность высказать и иную точку зрения. Сотрудники А. А. Ильина могли иметь свою точку зрения на творческий процесс, на развитие газеты и на самого Ильина. Это не мешало им публиковаться в „Правде“ и находиться в её штате. Всё это совершенно немыслимо для современного мира СМИ, где преобладают совсем иные отношения».

## Творчество
Ильин написал нескольких книг художественной прозы, был автором-составителем и редактором сборников на историко-научные темы. В их числе — сборник «Урок даёт история», изданный тиражом 200 тысяч экземпляров, «Союз нерушимый», «10-я высота», фотоальбом «Эпохи зримые черты», «Ленин в Смольном. 124 дня» и другие. В «Правде» Ильиным опубликованы несколько сотен публицистических статей, в том числе — около 20 глав публицистического романа «Нет повести печальнее…».
Последний сборник стихов Ильина «Есть у русских святыни» вышел в свет в 2004 году.
Автор фундаментальной монографии «Геннадий Зюганов: „Правда“ о вожде» (декабрь 2004). В объёмной монографии прослеживается история главной коммунистической газеты страны с 1912 по 2003 год, с левых внутрипартийных позиций дан развёрнутый критический анализ личности лидера КПРФ Геннадия Зюганова (с которым Ильина связывали многие годы дружбы и партийной работы), исследуется возродившийся в посткоммунистическую эпоху феномен вождизма в КПРФ, анализируются истоки и развитие конфликта между КПРФ и НПСР.
Увлечением всей жизни Ильина была история живописи.

## Кончина и память
В течение многих десятилетий Ильин страдал редким и неуклонно прогрессирующим заболеванием крови, часто лежал в больницах. Скончался 14 августа 2005 года в Москве после продолжительной болезни. Похоронен на Троекуровском кладбище.
В некрологе, подписанным Зюгановым, говорилось: «Исключительно велика заслуга Ильина том, что „Правда“ при всех неимоверных испытаниях выжила, став изданием КПРФ и возродив многие из славных своих традиций. Александр Алексеевич воистину не жалел сил на труднейшем редакторском посту».

## Награды
- орден Трудового Красного Знамени
- медаль «За воинскую доблесть»
- медаль «За трудовую доблесть»
- медаль Министерства обороны России «За укрепление боевого содружества».
- лауреат премии Союза журналистов СССР.

## Семья
Жена Нина Ивановна Ильина, главный бухгалтер Рыбхозбанка. Этот коммерческий банк был первым кредитором «Правды» после разорительных событий августа 1991 года, о чём стало публично известно только спустя много лет. У супругов есть дочь — Ильина Лилия Александровна, сын — Ильин Алексей Александрович, внуки — Александр и Иван, внучка Варвара.